# Conspinaria pumatica
Conspinaria pumatica är en stekelart som beskrevs av Long och Van Achterberg 2008. Conspinaria pumatica ingår i släktet Conspinaria och familjen bracksteklar. Inga underarter finns listade i Catalogue of Life.